# Cosmos 97
Cosmos 97 (en cirílico, Космос 97) fue un satélite artificial soviético perteneciente a la clase de satélites DS (el primero de los dos de tipo DS-U2-M) y lanzado el 26 de noviembre de 1965 mediante un cohete Cosmos 2I desde el cosmódromo de Kapustin Yar.

## Objetivos
La misión de Cosmos 97 consistió en realizar pruebas tecnológicas para desarrolla relojes atómicos.

## Características
El satélite tenía una masa de 267 kg y fue inyectado inicialmente en una órbita con un perigeo de 220 km y un apogeo de 2100 km, con una inclinación orbital de 49 grados y un periodo de 108,86 minutos. A bordo llevaba un máser como generador de frecuencia.
Cosmos97 reentró en la atmósfera el 11 de mayo de 2002.

## Resultados científicos
Se realizaron mediciones del desplazamiento de la frecuencia del máser del satélite para realizar verificaciones de la teoría de la relatividad general de Einstein. También se realizó el seguimiento orbital de la última etapa del vehículo lanzador de Cosmos 97 para realizar investigaciones sobre la dinámica de la atmósfera superior.